# Echo (Calopterygidae)
Echo é um gênero de Insecta pertencente à família Calopterygidae.